# Andy Carroll
Andrew Thomas "Andy" Carroll (* 6. ledna 1989 Gateshead), je anglický profesionální fotbalista, který hraje na pozici útočníka za anglický klub West Bromwich Albion FC. V letech 2010 až 2012 odehrál 9 utkání za anglickou reprezentaci, ve kterých se dvakrát střelecky prosadil.

## Klubová kariéra

### Newcastle United
V dresu Newcastlu debutoval 2. listopadu 2006 ve věku 17 let v utkání Poháru UEFA proti Palermu. V roce 2007 obdržel ocenění Jackie Milburn Trophy, která je každým rokem udělována talentovaným hráčům klubu. V sezóne 2009/10 pomohl Newcastle k postupu do Barclays Premier League.

### Liverpool FC
V lednu 2011 přestoupil do Liverpoolu, který ho koupil za 35 milionů liber.

### West Ham United
Sezónu 2012/13 strávil na hostování ve West Hamu United, nastoupil ve 24 ligových zápasech a vstřelil 7 gólů. V červnu před sezónou 2013/14 přestoupil do londýnského klubu definitivně, podepsal smlouvu na 6 roků s možností dvouleté opce

### Návrat do Newcastlu United
Carroll se 8. srpna 2019 upsal na 1 rok svému bývalému klubu Newcastle United. Debutoval 21. září kdy v 82. minutě střídal Jetra Willemse a byl u remízy 0-0 s Brightonem. V červnu 2020 se Carroll dohodl o prodloužení smlouvy o jeden rok.